# Carles Godó i Pié
Carles Godó i Pié (Igualada, 20 de juny de 1834 - Teià, 9 de juliol del 1897) va ser un polític i empresari català, fundador del diari La Vanguardia conjuntament amb el seu germà Bartomeu Godó i Pié.

## Biografia

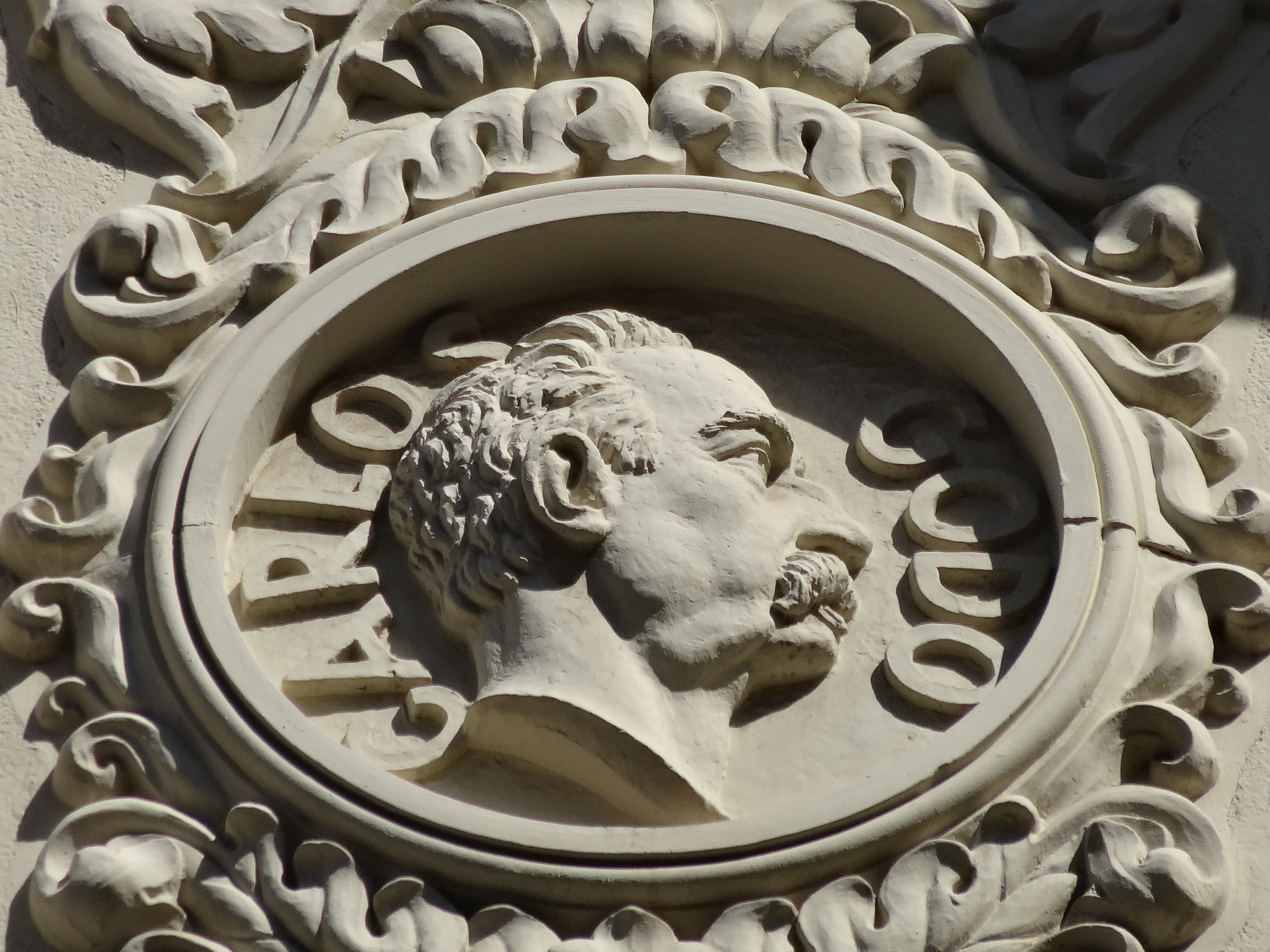
Medalló representant Carles Godó al carrer Tallers 62, Barcelona

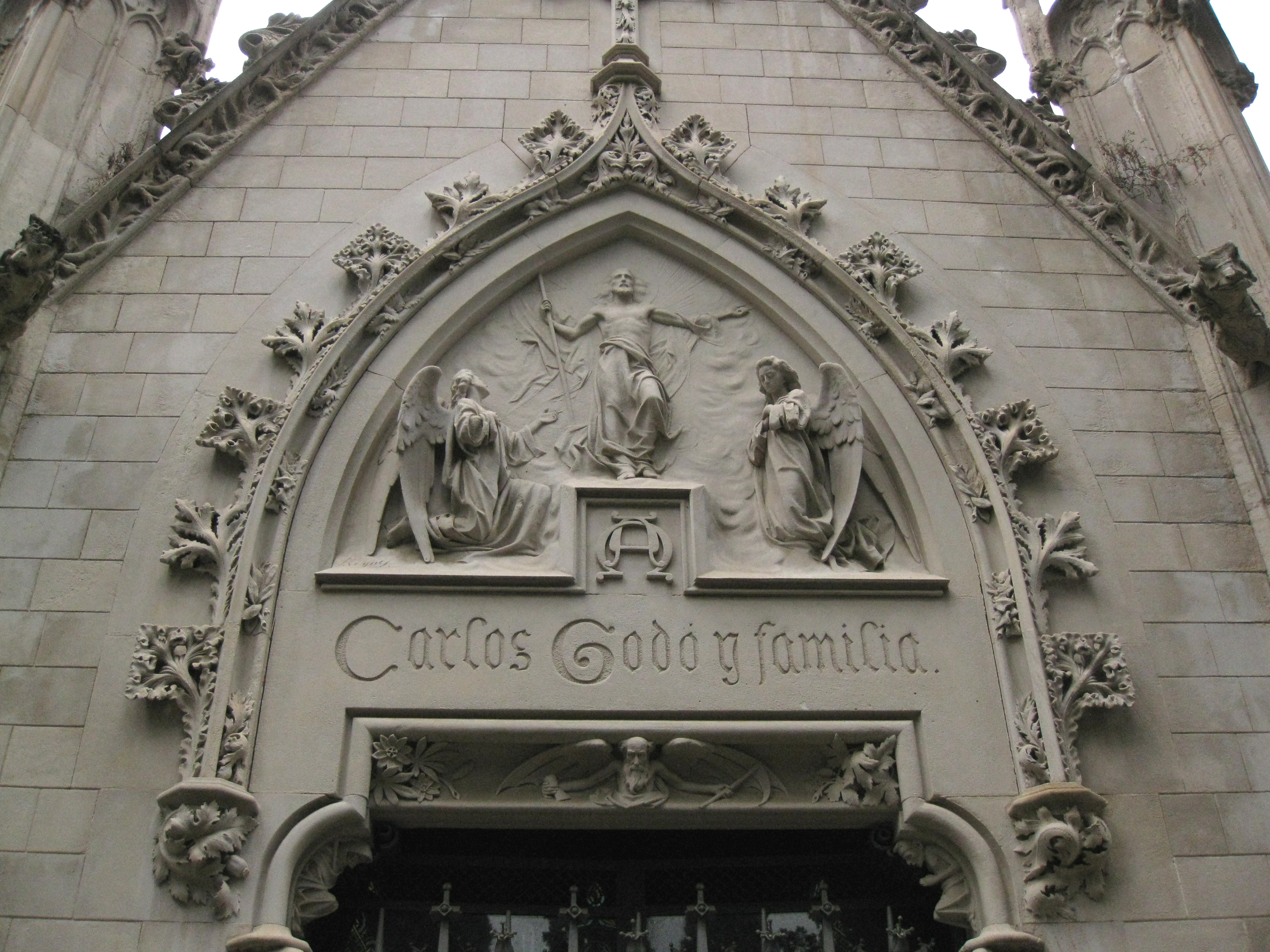
Panteó de Carles Godó al cementiri de Montjuïc

Va néixer a Igualada el 1834, essent un dels nou fills de Ramon Godó i Llucià. El seu germà Ramon Godó i Pié (1825-1883) era l'hereu, i en Carles i en Bartomeu s'instal·laren a Barcelona l'any 1856 on es dedicaren a la indústria dels tints. Posteriorment es traslladaren a Bilbao i a Oviedo, on van establir delegacions comercials de la indústria tèxtil familiar. Carles Godó es va casar amb la basca Antonia Lallana i, el 1864, va néixer a Bilbao el seu fill, Ramon. La crisi prèvia a la Tercera guerra carlina (1872-1876) va obligar a tancar les delegacions. Carles Godó va tornar a Barcelona l'any 1869. Carles i Bartomeu, juntament amb Pere Milà i Pi, van fundar Godó Hermanos y Cía, van comprar una fàbrica de filats de jute i en van constituir una altra, subsidiària, de teixits de jute. Aquesta última es va mantenir activa fins a la pèrdua dels territoris colonials espanyols, el 1898, però la de filats va continuar funcionant amb el nom de Godó y Trías, S.A, tot i que ja no tenia els seus principals proveïdors de matèria primera. Tots dos germans van ser membres actius del Partit Liberal, dirigit per Práxedes Mateo Sagasta, i van ocupar càrrecs polítics, tant a nivell local com espanyol. Carles Godó va ser alcalde d'Igualada i diputat a Corts pel districte d'Igualada en les eleccions del 1893 i el 1896. Ell i el seu germà Bartomeu van fundar el diari La Vanguardia l'1 de febrer del 1881, per difondre les doctrines liberals.
Va morir el 9 de juliol del 1897 a la seva residència de Teià, on l'endemà es va instal·lar la capella ardent. Les despulles es van traslladar en un tren especial amb destí Barcelona, que va rebre mostres de dol en diverses localitats del trajecte, com Ocata, El Masnou i Badalona. Un cop a Barcelona, la comitiva fúnebre va comptar amb la presència d'un gran nombre d'autoritats. Va ser enterrat al Cementiri del Sud-oest.
Ramón Godó i Lallana (Bilbao 1864-Barcelona 1931), primer Comte de Godó i fill de Carles Godó i Pié, va mantenir la línia política del seu pare. Va impulsar el creixement de La Vanguardia, de la mateixa manera que posteriorment ho va fer Carlos Godó i Valls (1899-1987), segon Comte de Godó.

## Distincions
- Gran Creu del Mèrit Militar amb Distintiu Blanc.[9]